# Баблер-рихталик сірочеревий
Ба́блер-рихталик сірочеревий (Spelaeornis reptatus) — вид горобцеподібних птахів родини тимелієвих (Timaliidae). Мешкає в Південно-Східній Азії. Раніше вважався підвидом маніпурського баблера-рихталика..

## Поширення і екологія
Сірочереві баблери-рихталики мешкають в Північно-Східній Індії (на сході Аруначал-Прадешу), на півночі і сході М'янми, на заході китайської провінції Юньнань та на заході Таїланду. Вони живуть в густому підліску вологих гірських тропічних лісів, в ярах і балках. Зустрічаються на висоті від 1200 до 3000 м над рівнем моря.